# São José do Ribeirão
São José do Ribeirão é um distrito do município brasileiro de Bom Jardim, no estado do Rio de Janeiro.
O núcleo do distrito bomjardinense é um dos mais antigos redutos de colonização europeia do Brasil, tendo em vista que a maioria das famílias que se fixaram na localidade vieram de Nova Friburgo, primeira cidade brasileira colonizada por suíços e alemães.
Os acessos à localidade são feitos pela RJ-150, estrada que liga o centro de Nova Friburgo ao distrito e à RJ-146, que liga o centro de Bom Jardim ao município de São Fidélis, no norte fluminense.

## História
As terras do atual município de Bom Jardim começaram a ser ocupadas no fim do século XVIII, devido à procura de ouro de aluvião nas terras de Cantagalo.
Por volta de 1825, colonos suíços e alemães migraram de Nova Friburgo e se estabeleceram às margens do Rio Grande e do rio São José.
Em 13 de outubro de 1857, São José do Ribeirão foi elevado à categoria de freguesia.
Em 7 de março de 1857 inaugurou-se a Estação da Estrada de Ferro da Leopoldina Railway ou Estrada de Ferro de Cantagalo. Ao redor da estação ferroviária passa a se desenvolver um pequeno povoado, o de Bom Jardim.
Em 1886, Bom Jardim passou a ser distrito policial de Cantagalo.
Com a Proclamação da República, em 1891, a freguesia de São José do Ribeirão foi transformada em município, mas extinto no ano seguinte.
Em 5 de março de 1893 vem a ser criado o município de Bom Jardim, em terras do antigo município de São José do Ribeirão somadas às do próprio território de Bom Jardim, à época pertencentes à Cordeiro. São José do Ribeirão tornou-se distrito do município de Bom Jardim.

## Mudança de nome
Em 1943, Bom Jardim passou a se chamar Vergel e São José do Ribeirão passou a denominar-se Vila Paraim. Mas como a população não aceitou os novos nomes, em 1947, os nomes originais foram restaurados.